# Enzo Rosa
Enzo Rosa (Balzola, 24 aprile 1913 – Varazze, 20 febbraio 1994) è stato un calciatore italiano.

## Palmarès

### Club

#### Competizioni nazionali
- Campionato italiano: 1

Juventus: 1931-1932
- Serie C: 1

Casale: 1937-1938